# Esteban Daza
Esteban Daza (Valladolid, c.1537 – Valladolid, entre 1591 et 1596), est compositeur et vihueliste espagnol de la Renaissance.  
Aîné d'une famille de la classe moyenne de Valladolid, il y étudie le Droit à l'Université. Une fois son diplôme obtenu en 1563, il se consacre à une production musicale qui amènera notamment à la publication de son recueil « El Parnaso » [Le Parnasse] en 1576.

## El Parnaso

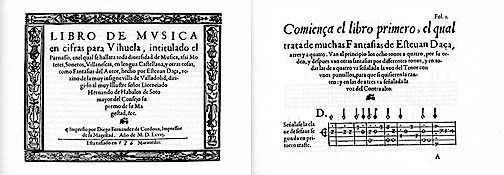
Page de titre du Libro de música, intitulato el Parnasso (1576).

El Parnaso portant le titre complet de « Libro de música de cifras para vihuela, intitulado El Parnaso » est le seul livre de musique connu du compositeur Esteban Daza. Imprimé en 1576, à Valladolid, il contient à la fois des œuvres instrumentales pour soliste ainsi que des compositions pour voix accompagnées du luth. Le Parnasse est divisé en trois livres comprenant des Fantasias, des motets, des sonnets polyphoniques et des transcriptions pour vihuela d'autres compositeurs comme Francisco Guerrero ou Jean Richafort.
- Livre 1 : 21 fantaisies, dont 17 en style d'imitation et quatre longs passages « pour le développement des mains ».
- Livre 2 : tablatures de motets et œuvres profanes. Il y a six pièces de la  Motetta en quatuor vocem nunquam hactenus impressa  de S. Boyleau et sept autres morceaux de Pedro Guerrero et Francisco Guerrero, G. Basurto, Jean Richafort, Jean Maillard et Thomas Crecquillon.
- Livre 3 : une Romance, 13 sonetos et villanescas de Rodrigo de Ceballos, Francisco de Guerrero, Juan Navarro et Pedro Ordóñez, ainsi que 11 Villancicos et deux chansons françaises.

## Discographie
- El Parnasso, M.D. LXXVI - El Cortesano : Ariel Abramovich, vihuela ; José Hernández Pastor, altus (18-22 août 2001, Arcana A316) (OCLC 803909274)